# Juan Martínez Hernández
Juan Martínez Hernández (Mérida, Yucatán, 1866 - 1959) fue un experto mayista que tradujo varios textos de la cultura maya. Realizó estudios sobre la cuenta larga del calendario maya para establecer la correlación con el calendario gregoriano, fijó la constante en 584 281.

## Estudios y aficiones
Realizó sus estudios primarios en el Colegio Católico de San Ildefonso. Viajó a Washington D. C. para cursar el bachillerato (Bachelor of Arts) en la Universidad de Georgetown. Adquirió conocimientos en Leyes, Matemáticas, Física, Historia, Antropología y Arqueología.  De forma paralela, por su afición a la música, estudió piano. Hacia la parte final de su vida se graduó como capitán de barco, el 30 de mayo de 1943, en la Capitanía del Puerto de Progreso y realizó estudios sobre la planta del henequén. Vivió durante varias décadas en la quinta Santa Rosalía, en Itzimná, barrio de la ciudad de Mérida, Yucatán.

## Mayista
En 1913, durante el gobierno del general Salvador Alvarado, fue inspector y conservador de monumentos arqueológicos del estado de Yucatán. Después de leer el libro Incidentes de viaje en Yucatán de John Lloyd Stephens se interesó en los estudios de la cultura maya, particularmente sobre el calendario maya.  Publicó varios ensayos y artículos periodísticos que le valieron reconocimientos y premios en Estados Unidos y México. 
Participó en varias reuniones del  Congreso Internacional de Americanistas.  Fue miembro de la Academy of Social and Political Sciences de Filadelfia, del Institute Our World de Nueva York y de la Alianza Científica Universal con sede en París, siendo su presidente regional en Yucatán.  Entabló amistad con Joseph Goodman a quien le presentó los manuscritos del Chilam Balam y la Crónica de Oxkutzcab. Con esta información Goodman estableció la correlación de la cuenta larga en 584 280, mientras que Martínez lo hizo en 584 281. Esta constante fue corregida por Eric S. Thompson en 1927, quien la fijó en 584 283, es conocida como GMT y es aceptada por la mayor parte de los mayistas, aunque por su lado,  los seguidores de Floyd Lounsbury utilizan la correlación GMT + 2.

## Obras publicadas
Entre las obras y traducciones más importantes de Juan Martínez Hernández se encuentran:
- Estudio acerca del calendario maya, en 1907.
- Chilam Balam de Maní o Códice Pérez, en 1909.
- Los grandes ciclos de la historia maya según el manuscrito de Chumayel, en 1910.
- La creación del mundo según los mayas, incluye traducciones del Chilam Balam de Chumayel, en 1913.
- La muerte de los ahpulhaob, en 1915.
- Correlación entre la cronología maya y la cristiana, en 1918.
- Crónica de Yaxkukul por Ah Macan Pech y Ah Nahum Pech, en 1918.
- “La petición de Juan Xiu”, “El testamento de Andrés Pat” en 1920.
- Libro de Cacalchén, en 1920.
- Ordenanzas de Diego García Palacios, en colaboración con Adela C. Bretón, en 1920.